# Лемер (пролив, Антарктида)
Лемер — пролив между островом Бут и полуостровом Киев на Земле Грейама. Длина пролива — 11 км, минимальная ширина — 1600 метров.

## Открытие
Пролив был впервые открыт немецкой экспедицией 1873−74 гг., но оставался не пройденным до декабря 1898 года, когда по нему прошло судно «Бельжика» из бельгийской антарктической экспедиции. Руководитель экспедиции Адриен де Жерлаш назвал пролив в честь Шарля Франсуа Александра Лемэра (1863−1925), бельгийского исследователя Конго, который сам в Антарктиде никогда не был.

## Туризм
Во второй половине XX века проход по проливу стал стандартной частью маршрута туристических круизов в Антарктике. По обе стороны пролива возвышаются живописные ледяные утёсы, а вода в нём, как правило, неподвижна, словно в озере — редкое явление для бурных антарктических морей. При переходе пролива с севера на юг судно может близко подойти к острову Петерманн для высадки на землю. Основная опасность плавания заключается в том, что айсберги могут заполнить пролив, особенно в начале лета (в Южном полушарии), вынудив корабль отступить и пойти вокруг внешней стороны острова Бут, чтобы достичь острова Петерманн.

## Фауна
В пролив часто заплывают косатки и горбатые киты. Иногда они могут следовать за кораблём.
На берегах пролива обитают тюлени-крабоеды, папуанские пингвины и пингвины Адели